# Кјозан Џошу Сасаки
Кјозан Џошу Сасаки (јап. 佐々木承周: 1. април 1907 — Лос Анђелес, 27. јул 2014) био је јапански зен наставник који је живео у Сједињеним Америчким Државама. Сасаки је био оснивач зен центра на планини Балди у Калифорнији.

## Биографија
Јошу Сасаки је постао монах са 13 година. Његов учитељ је био Јотен Соко Мијура. Убрзо након тога он је са својим учитељем отишао у комплекс храмова зван Мијошин-ји. Године 1953. именован је за игумана. Године 1962. је отпутовао у Сједињене Америчке Државе да подучава студенте на западу. Његово подучавање зависило је о његовом здрављу. Почетком фебруара 2012. године, Сасаки је оболео од пнеумоније. Дана 10. новембра 2012. је поднео оставку на месту игумана зен сентра на планини Балди због здравствених разлога. Умро је у медицинском центру Кедарс-Синај у Лос Анђелесу, 27. јула 2014. године.